# 西湖文化広場駅
西湖文化広場駅（せいこぶんかひろばえき、中文表記: 西湖文化广场站）は中華人民共和国浙江省杭州市拱墅区に位置する杭州地下鉄の駅。

## 歴史
- 2012年11月24日：1号線の駅として開業[1][2]。
- 2022年6月10日：3号線の開業により、乗換駅となる[3]。
- 2022年9月22日：19号線が開業する[4]。

## 駅構造
1号線湘湖方面行と3号線呉山前村・石馬方面行ホームが地下2階、1号線蕭山国際機場方面行と3号線星橋方面行ホームが地下3階。この両者は対面乗り換えが可能な構造となっている。また改札階は地下1階にある。
19号線のホームは地下5階にある。2つの改札階があり、それぞれ地下1階と地下2階に位置している。地下1階の改札階からはすべての出入口へ向かうことができるが、地下2階の改札階からはE・F・G出入口にしか行けない構造である。
1号線・3号線と19号線の乗り換えは地下1階にある連絡通路を介して行われている。

### のりば

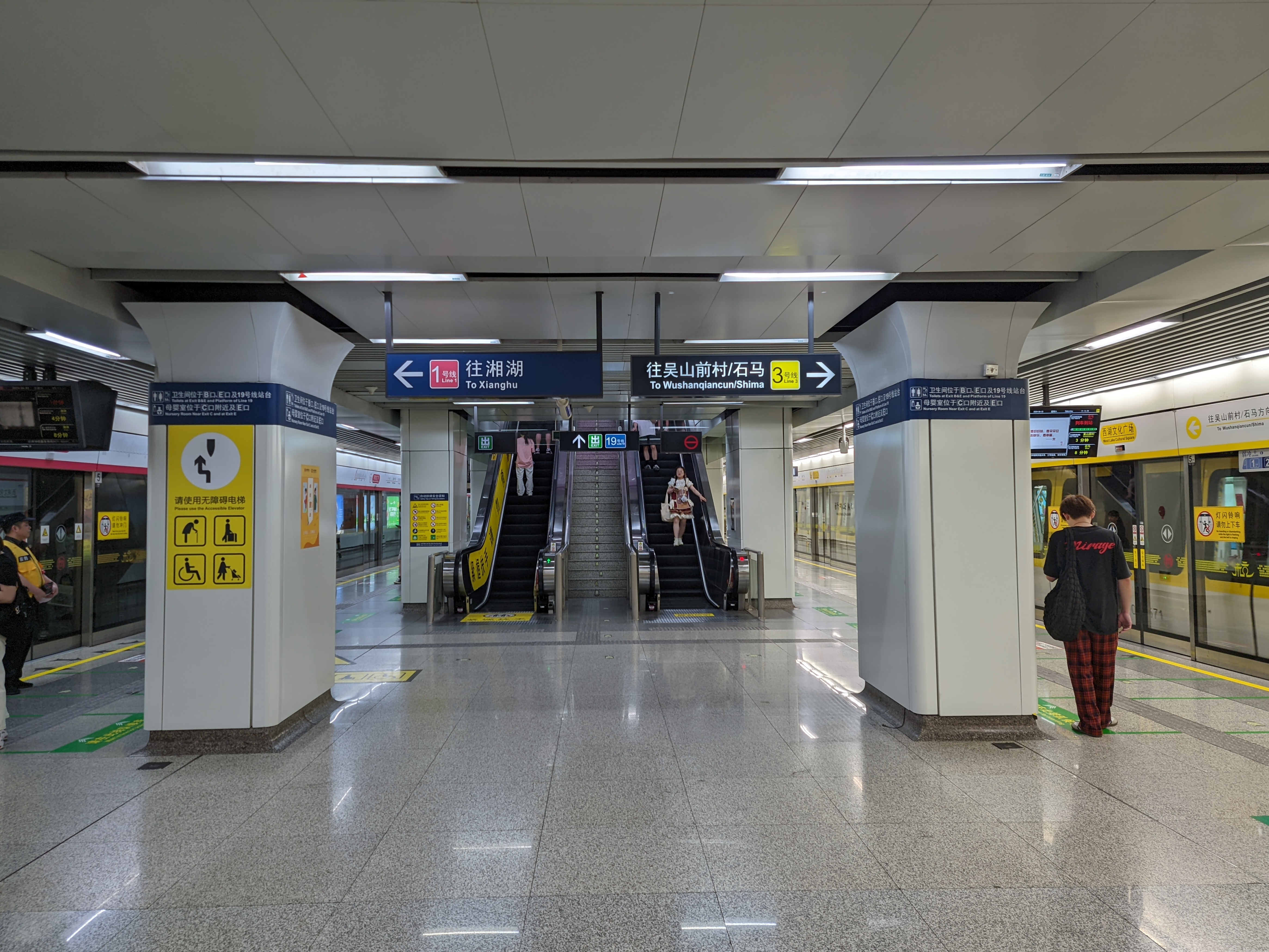
1号線・3号線地下2階ホーム
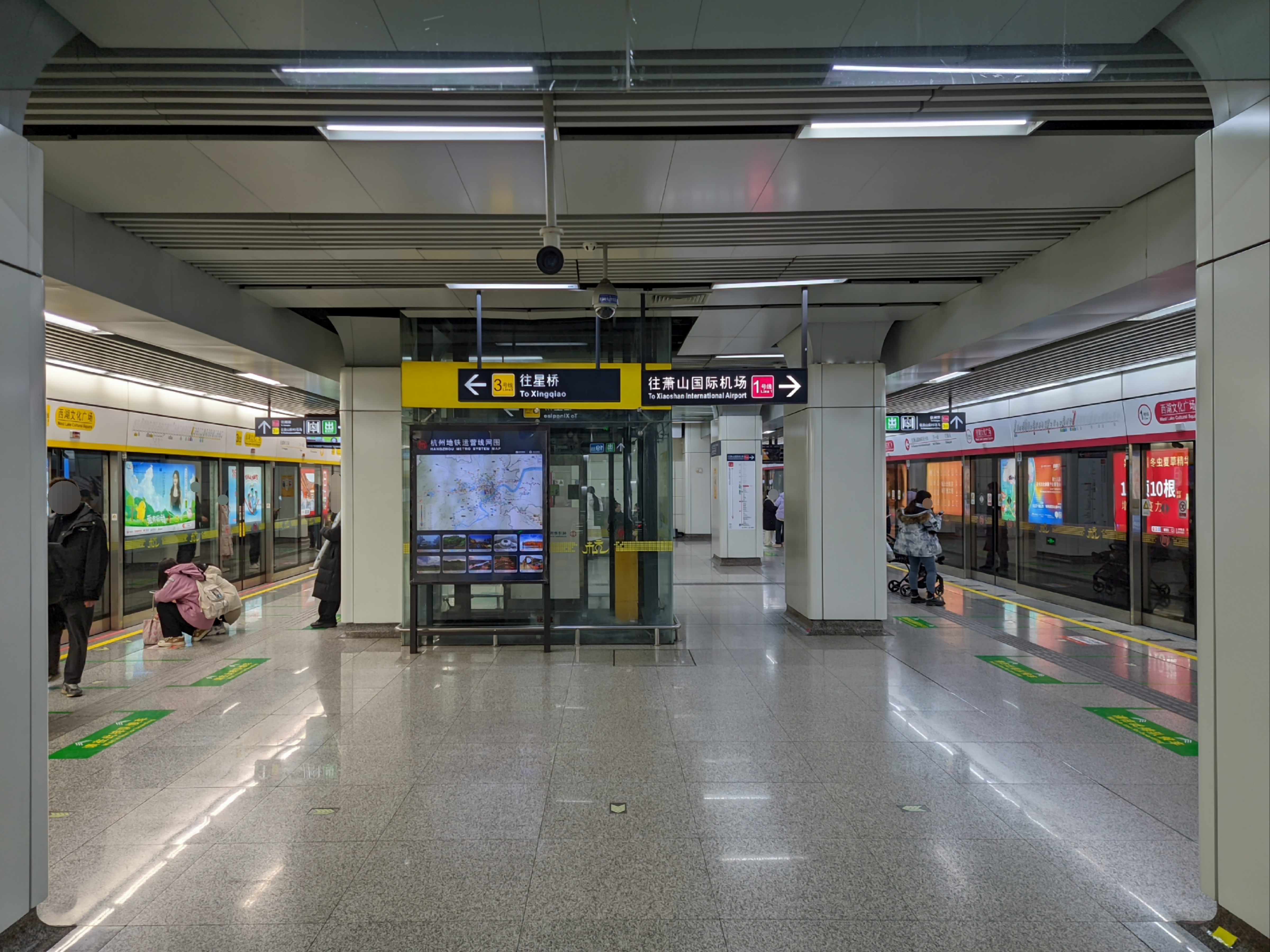
1号線・3号線地下3階ホーム
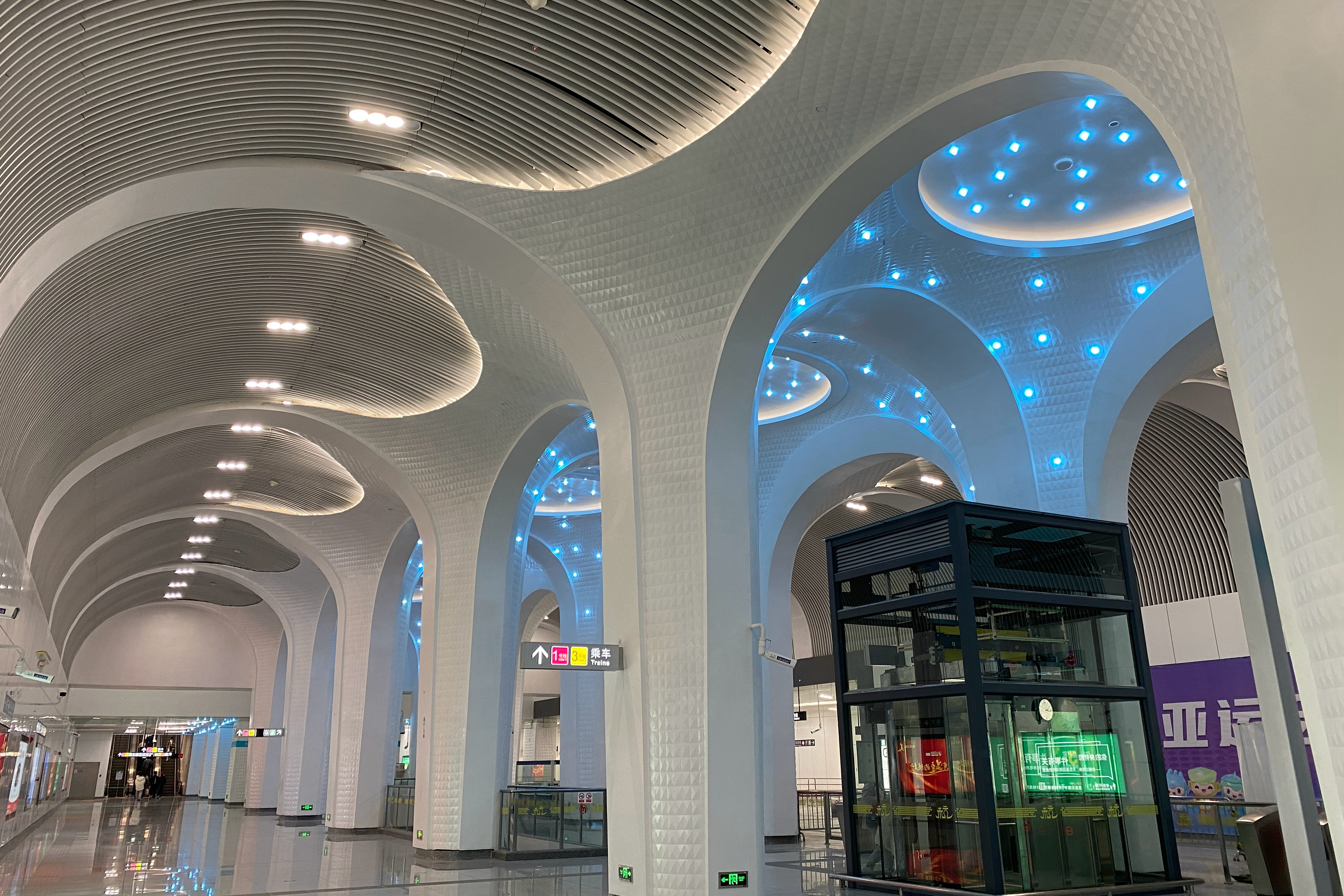
19号線地下2階の改札階
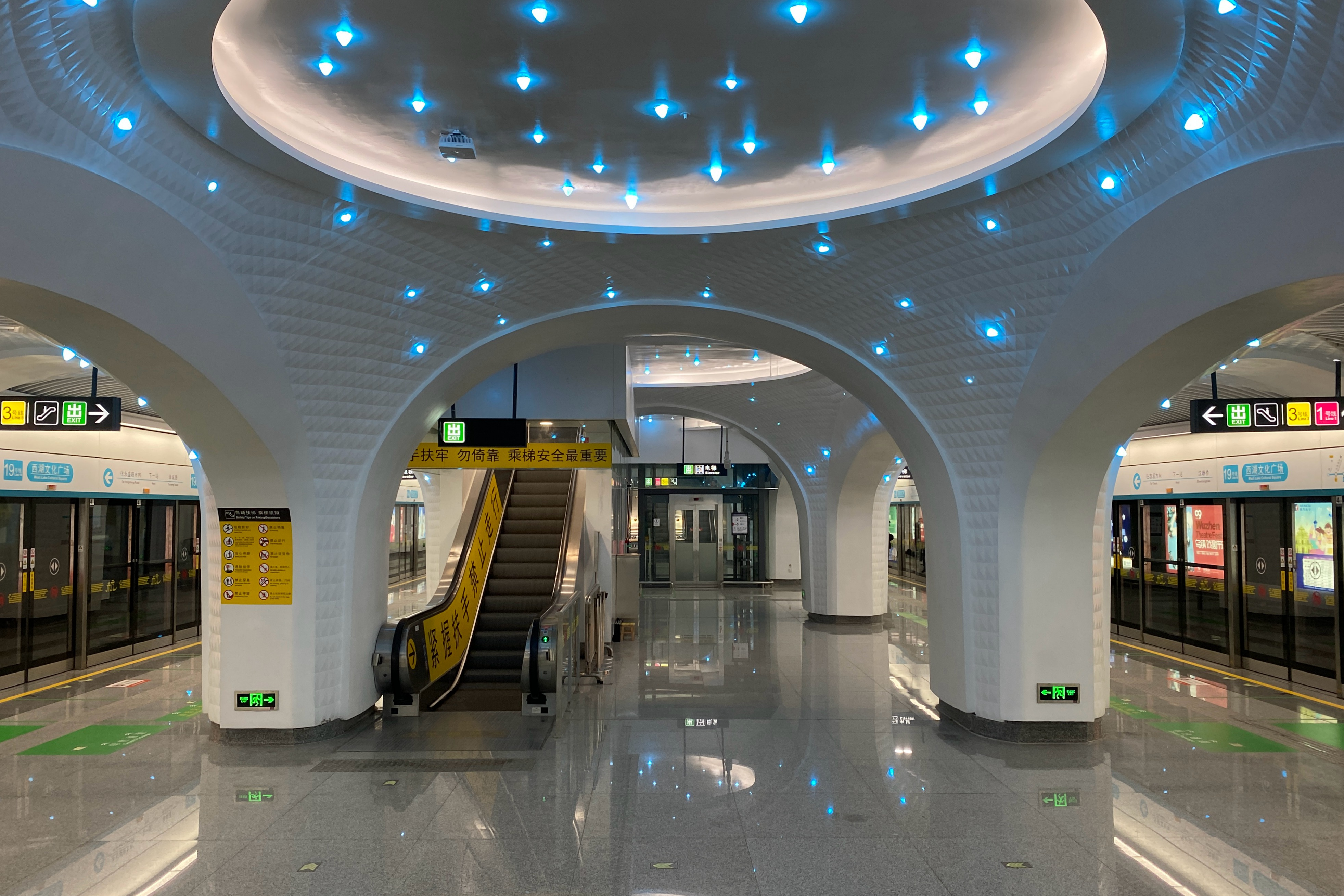
19号線ホーム

| 番線                          | 路線     | 行先                                         |
| ----------------------------- | -------- | -------------------------------------------- |
| 1号線・3号線ホーム（地下2階） |          |                                              |
| 西方面                        | ■ 3号線  | 西渓湿地南・火車西站・呉山前村・石馬方面     |
| 南方面                        | ■ 1号線  | 城站・湘湖方面                               |
| 1号線・3号線ホーム（地下3階） |          |                                              |
| 北方面                        | ■ 3号線  | 新天地街・星橋方面                           |
| 東方面                        | ■ 1号線  | 火車東站・客運中心・蕭山国際機場方面         |
| 19号線ホーム（地下5階）       |          |                                              |
| 西方面                        | ■ 19号線 | 火車西站・苕渓方面                           |
| 東方面                        | ■ 19号線 | 火車東站（東広場）・蕭山国際機場・永盛路方面 |

（出典：杭港地铁：西湖文化广场站）
- 1号線・3号線地下2階ホーム
- 1号線・3号線地下3階ホーム
- 19号線地下2階の改札階
- 19号線ホーム

## 駅周辺
- 西湖文化広場（中国語版）（浙江自然博物院（中国語版）・浙江省科技館（中国語版））
- 杭州市児童医院
- 浙江省人民医院（中国語版）
- 浙江省教育庁

## 隣の駅
杭州地下鉄
■ 1号線
武林広場駅 - 西湖文化広場駅 - 打鉄関駅
■ 3号線
武林広場駅 - 西湖文化広場駅 - 潮王路駅
■ 19号線
沈塘橋駅 - 西湖文化広場駅 - 駅城路駅